# Kemp Powers
Kemp Powers (Nueva York; 30 de octubre de 1973) es un cineasta y dramaturgo estadounidense. Es mejor conocido por su obra One Night in Miami y la adaptación cinematográfica de 2020 del mismo nombre , así como por codirigir las películas animadas Soul (2020) y Spider-Man: Across the Spider-Verse (2023). Su guion para One Night in Miami... le valió una nominación al Mejor guion Adaptado en la 93.ª edición de los Premios de la Academia ,  mientras que su trabajo en Soul lo convirtió en el primer afroamericano en codirigir una película animada de Disney .

## Carrera
Después de escribir el cortometraje de 2012 This Day Today , escribió el guion de la obra de teatro de 2013 One Night in Miami.  En 2017, Powers se incorporó para escribir varios guiones para los episodios de la primera temporada de Star Trek: Discovery .  En 2018, coescribió el guion de Pixar 's Soul , con Pete Docter y Mike Jones , además de codirigir la película con Docter, haciendo su debut como director.  El 9 de julio de 2019, se anunció que la actriz Regina King dirigiría una adaptación cinematográfica.de la obra de Powers One Night in Miami .  El 16 de diciembre de 2020, Powers presentó los primeros tres episodios del podcast Soul Stories , que se lanzó como exclusivo de Spotify . En los episodios, Powers entrevistó a varias personas que trabajaron en la película principalmente sobre sus mentores y carreras, así como algunas historias detrás de escena detrás de la realización de la película. Exalumno de la Universidad de Howard , Powers es el primer codirector afroamericano en la historia de Pixar.  En abril de 2021, se reveló que Powers dirigiría Spider-Man: Across the Spider-Verse y su secuela Spider-Man: Beyond the Spider-Verse conJoaquim Dos Santos y Justin K. Thompson .  En marzo de 2023, Powers estrenó su obra The XIXth (The Nineteenth) , que narra la vida de dos velocistas negros estadounidenses que levantaron los puños en protesta durante los Juegos Olímpicos de verano de 1968.

## Filmografía
| Año  | Película                            | Director | Productor ejecutivo | Guionista                               | Codirector  | Notas                 |
| ---- | ----------------------------------- | -------- | ------------------- | --------------------------------------- | ----------- | --------------------- |
| 2017 | Star Trek: Discovery                |          |                     | Sí                                      |             | Guion en 5 episodios. |
| 2020 | One Night in Miami                  | Sí       | Sí                  |                                         |             |                       |
| 2020 | Soul                                | Sí       |                     | Sí                                      | Pete Docter |                       |
| 2023 | Spider-Man: Across the Spider-Verse | Sí       |                     | Joaquim dos Santos y Justin K. Thompson |             |                       |
| 2025 | Spider-Man: Beyond the Spider-Verse | Sí       |                     | Joaquim dos Santos y Justin K. Thompson |             |                       |